# Anoplodactylus robustus
Anoplodactylus robustus är en havsspindelart som först beskrevs av Dohrn, A. 1881.  Anoplodactylus robustus ingår i släktet Anoplodactylus och familjen Phoxichilidiidae. Inga underarter finns listade i Catalogue of Life.